# Шумський Олександр Якович
Олекса́ндр Я́кович Шумськи́й (2 грудня 1890, с. Борова Рудня (за іншою версією — с. Турчинка, с. Стара Рудня), нині смт Нова Борова, Волинська губернія — 18 вересня 1946, Саратов) — український радянський державний і політичний діяч, один із лідерів націонал-комуністичного руху. Народний комісар внутрішніх справ (1920) та освіти (1919, 1924—1927). Член Центрального Комітету Комуністичної партії (більшовиків) України з 23 березня по 5 квітня 1920, з 22 листопада 1920 по 9 грудня 1921 та з 16 травня 1924 до лютого 1927 року. Член Тимчасового ЦК КП(б)У з 5 квітня до 17 листопада 1920 року. Член Політичного бюро ЦК КП(б)У з 15 квітня до 17 листопада 1920 року. Член Організаційного бюро ЦК КП(б)У з 15 квітня до 17 листопада 1920 року та з 22 червня 1923 до 3 березня 1927 року. Секретар ЦК КП(б)У з 17 травня 1924 до 6 грудня 1925 року.
Активно сприяв українізації 1920–1930-х років. Жертва сталінських репресій.

## Життєпис

Олександр Шумський

Народився 2 грудня 1890 року с. Борова Рудня (нині смт Хорошівський район, Житомирська область, Україна, тоді Волинська губернія, Російська імперія) в родині лісничого Якова Даниловича Шумського та його дружини Єви на Житомирщині. Родина по батьківській лінії мала шляхетне походження та належала до гербу Ястшембець. По закінченні двокласної школи (1906) працював на лісопильні, а з 1908 року працював помічником землеміра в комісії з меліорації. У 1911 році вступив на вечірнє відділення Московського народного університету ім. Шанявського, 1915 р. — до ветеринарного інституту, проте навчанню завадила мобілізація до армії.
З 1908 року — член Української соціал-демократичної спілки. 1914 року зацікавився есерівською програмою (член московського гуртка українських есерів). За революційну агітацію в армії 1916 р. заарештований та відправлений на фронт, де продовжив політичну роботу. З осені 1917 року по осінь 1919 року входив до Української партії соціалістів-революціонерів. За списком УПСР певний час входив до складу Української Центральної Ради, де відстоював близькі до більшовизму, ліворадикальні погляди в аграрному та соціальному питаннях.
У січні 1918 року разом з іншими лівими українськими есерами готував у порозумінні з більшовицькими урядами в Петербурзі та Харкові державний заколот з метою встановити в Україні радянський лад.
З травня 1918 року — один із лідерів боротьбистів. У січні 1919 року ввійшов до складу боротьбистського уряду, який мав вплив серед повсталих селян Правобережної України, виступив проти Директорії, йдучи на зближення з більшовицьким урядом у Харкові.

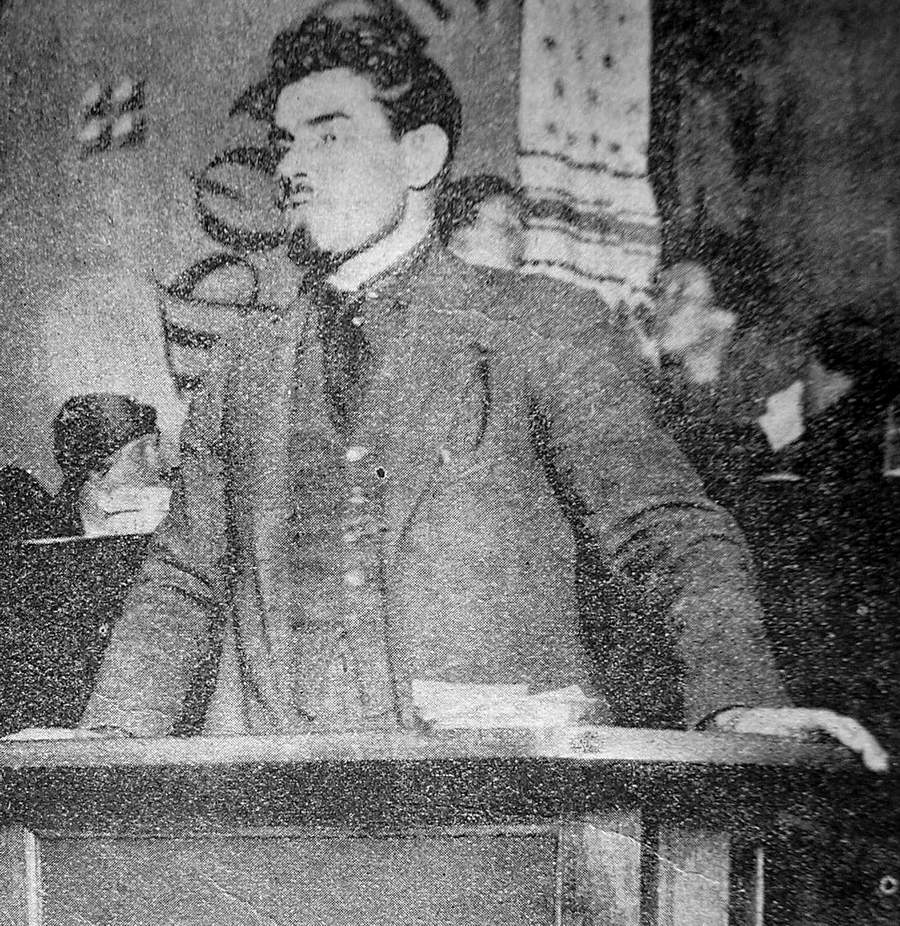
Олександр Шумський бл. 1924

З весни 1919 до 1920 входив до Української партії комуністів (боротьбистів). Після розпуску партії разом з іншими боротьбистами ввійшов до складу КП(б)У й був обраний членом ЦК. Належав до партійної групи, яка вимагала усамостійнити КП(б)У від Російської Комуністичної партії. Виступав за те, щоб КП(б)У підтримувала зв'язки з РКП лише через Комуністичний інтернаціонал.
З 10 липня до кінця серпня 1919 року очолював Народний комісаріат освіти УСРР в уряді Християна Раковського.
З квітня до травня 1920 року працював завідувачем відділу по роботі на селі ЦК КП(б)У. У червні 1920 року працював головою виконавчого комітету Полтавської губернської ради. У липні 1920 року призначений головою Одеського губернського революційного комітету.
З 12 жовтня до 11 грудня 1920 року — член Революційної військової ради (РВР) 12-ї армії РСЧА Південно-Західного фронту.
1921 — представник УСРР у Польській республіці. На цій посаді вимагав припинення діяльності українських емігрантських організацій і таборів інтернованих вояків УНР в Польщі.
Після повернення в Україну в 1923—1924 був уповноважений ЦК Всеробітземлісу в УСРР, редактором журналу «Червоний шлях», «Радянська освіта». З травня по вересень 1924 року — завідувач агітаційно-пропагандистського відділу ЦК КП(б)У.
З 29 вересня 1924 до 2 лютого 1927 року очолював Народний комісаріат освіти УСРР. Активно підтримував політику українізації. Дослідниця Віра Шмиговська вказує, що в часи війни, нарком «прагнув одноосібно контролювати Академію [ВУАН]» і далі: «Обурений тим, що влада вислизає з його рук, Шумський доклав чимало зусиль, аби декрет про видавання охоронних грамот ученим було переглянуто. Він стверджував, що ставлення науковців до радянської влади не можна назвати лояльним. Вони, мовляв, узагалі більше займаються політикою, ніж науковою роботою».
Під час зустрічі з Йосипом Сталіним у жовтні 1925 поставив питання про усунення Лазаря Кагановича з посади генсека ЦК КП(б)У та заміщення його на Власа Чубаря. У листі «Тов. Кагановичу та іншим членам ПБ ЦК ВКП(б)У» від 26 квітня 1926 року Сталін поклав на Шумського відповідальність за поширення антиросійських настроїв в Україні. Плануючи ширші репресії, іменем Шумського назвали т. зв. «національний ухил» — «шумськізм». Під тиском розгорнутої проти нього політичної кампанії на червневому (1926) пленумі ЦК КП(б)У визнав «помилковість» своєї позиції. Звільнений з посади наркома освіти 1927 року й висланий до Москви на другорядну роботу в профспілці. Справа усунення Шумського гостро обговорювалась у Комуністичній партії Західної України, що призвело до її розламу на «шумськістів» та прихильників сталінської позиції.

### Арешт та загибель

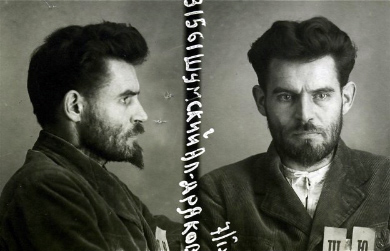
Олександр Шумський, в'язничні світлини

Заарештований 13 травня 1933 року за звинуваченням у приналежності до Української військової організації (УВО) — підпільної організації, яка нібито складалася з колишніх членів КПЗУ («шумськістів») і готувала антирадянське збройне повстання (насправді така організація не існувала й була сфабрикована ОДПУ). Засуджений до 10-річного ув'язнення у виправно-трудовому таборі.
У 1933—1935 рр. перебував на Соловках. Неодноразово звертався з апеляціями щодо своєї справи до керівних органів і окремих керівників, зокрема до Сталіна. У грудні 1935 р. тюремне ув'язнення замінили на заслання в Красноярськ. У відповідь на цю ухвалу розпочав голодування, домагаючись повної реабілітації.
9 жовтня 1937 р. тяжко хворого Шумського знову заарештували у зв'язку зі справою боротьбистів. У листопаді 1939 р. через хворобу й відсутність матеріалів, які б свідчили проти нього, справу було припинено. У роки війни далі домагався реабілітації. Після закінчення терміну заслання (13 травня 1943) через хворобу змушений залишитися у Красноярську. Працював над монографією «Малороси», текст якої знищив у липні 1946 р., вирішивши покінчити з життям (про це рішення повідомив в особистому листі до Сталіна). Однак спроба суїциду виявилася невдалою.
Убитий Судоплатовим та Майрановським, за особистим розпорядженням Сталіна, Хрущова та Кагановича по дорозі з Саратова до Києва.

## Вшанування пам'яті

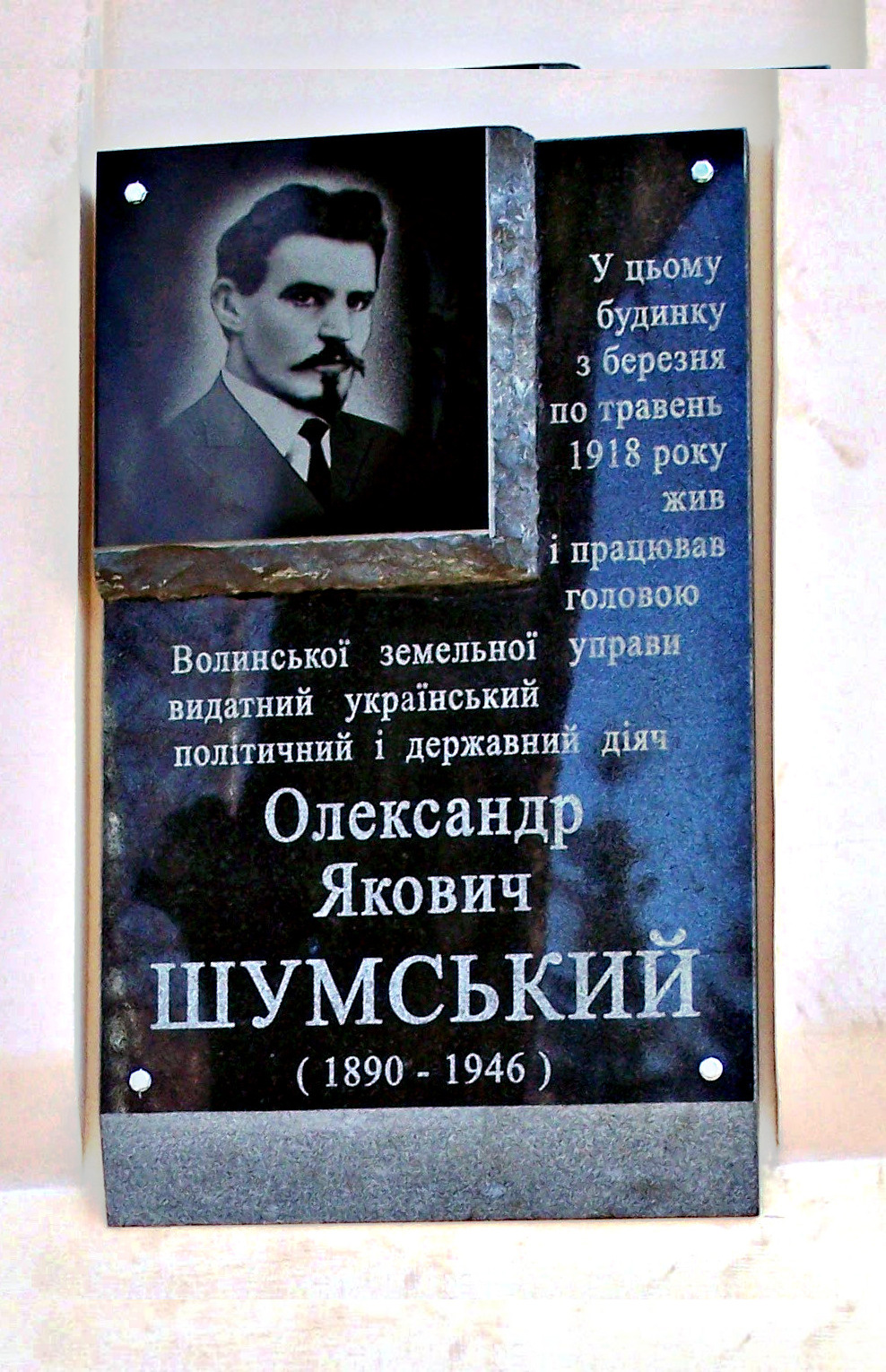
Меморіальна дошка в Житомирі.

19 квітня 2011 року меморіальна дошка на честь Олександра Шумського була відкрита в Житомирі, на фасаді будинку по бульвару Новий, 9. Після ухвалення декомунізаційного законодавства на розгляд Житомирського міськвиконкому була внесена пропозиція щодо її демонтажу, однак поставлене на голосування рішення не було підтримане. На засіданні органу місцевого самоврядування, зокрема, заслухали роз'яснення від Інституту історії України, згідно з яким Олександр Шумський хоча формально потрапляє під декомунізацію, але зробив вагомий внесок у розвиток українізації, його діяльність в Москві вважали ворожою, а він сам був арештований НКВС. Водночас Шумський не згадувався і в первинному списку осіб, що підпадають під декомунізацію, складеному Українським інститутом національної пам'яті. Пізніше УІНП висловив позицію про необхідність демонтажу меморіальної дошки, оскільки та «містить символіку комуністичного тоталітарного режиму», та звернувся з відповідним листом до Житомирського міського голови.

Лист УІНП до Житомирського міського голови, 1 частина
Лист УІНП до Житомирського міського голови, 2 частина
Лист УІНП щодо дій Житомирської міської ради